# Pikeville, Tennessee
Pikeville är administrativ huvudort i Bledsoe County i Tennessee. Pikeville hade 1 608 invånare enligt 2010 års folkräkning.